# Marusy
Marusy es un pueblo de Polonia, en Mazovia.  Se encuentra en el distrito (Gmina) de Sońsk, perteneciente al condado (Powiat) de Ciechanów. Se encuentra aproximadamente a 2 km al este de Sońsk, 12 km al sureste de Ciechanów, y a 66 km  al norte de Varsovia. Su población es de 175 habitantes.
Entre 1975 y 1998 perteneció al voivodato de Ciechanów.